# Filip Col·lideu
Filip Col·lideu o Filip Col·lidense (en llatí Philippus Chollideus o Chollidensis, en grec Φίλιππος Χολιδεὺς o Χολλιδεὺς), va ser un terratinent grec.
Les seves terres eren al costat de la hisenda de Plató, una hisenda o granja que Plató va llegar a la seva mort al seu fill Adimant, segons diu Diògenes Laerci. Per un error a l'índex de Fabricius es converteix en filòsof platònic en lloc de ser considerat terratinent. La seva fama deriva de què apareix al testament de Plató.